# Presidente Franco
Presidente Franco is een stad en gemeente (in Paraguay un distrito genoemd) in het departement Alto Paraná.
De stad telt 99.000 inwoners.